# 杨高路
杨高路是中国上海市浦东新区的一条呈西南向东北走向的干道，包括杨高南路、杨高中路、杨高北路和杨高北一路，南起上南路，北至江海路，全长28公里。余华的小说《我胆小如鼠》的主角杨高的名字即源于此路。
1956年，上海市高桥区、洋泾区、杨思区合并，成立东郊区。于是当年开始修筑一条贯通全区的道路，次年3月竣工。道路的两端分别是杨思镇和高行镇，故名杨高路。当时全长18.9公里，宽度3.5米，为碎石和煤屑路面。1971年铺设柏油路面，1980年拓宽至6~7米，同时延伸至高桥镇。1992年，随着浦东开发的起步，杨高路进行大规模扩建，为双向6快2慢道路，道路红线宽50米。沿途设有龙阳路等立交桥。
杨高路将三林镇、世博园、陆家嘴金融贸易区、金桥出口加工区、外高桥保税区联系起来，是浦东新区重要的交通干道，交通流量颇大。2008年再度扩建为8快2慢道路。
2016年至2019年間，杨高路民生路立交工程、杨高路（世纪大道-浦建路）改建工程、杨高路芳甸路立交工程相继建成通车。杨高南路（龙阳路立交-高科西路）、杨高中路（罗山路立交-中环立交）、杨高中路（中环立交-金海路）快速路改建工程于2022年建成通车。杨高北路（洲海路-金海路）快速路改建工程于2023年12月6日竣工通车。2023年12月23日，杨高南路（高科西路-外环立交）改建工程板泉路-高青路跨线桥北向南主线建成通车，标志着杨高路改建工程全線竣工。